# Marahouéfloden
Marahouéfloden, også kendt som Bandama Rouge, er en flod der løber  i Elfenbenskysten. Den sydstrømmende flod er en biflod til Bandamafloden, som den løber ud i syd for Kossou-søen, en stor kunstig sø skabt i 1973 ved opførelsen af Kossoudæmningen ved Kossou.

## Geografi
Marahouéfloden er  omkring 550 km lang. Den kommer fra området sydvest for Boundiali i Bagoué-regionen i Savanesdistriktet. Den løber mod syd for at løbe ud på den højre bred af Bandama mellem Bouaflé og Yamoussoukro. Dens vigtigste bifloder er Yaranifloden og Béréfloden. Den giver sit navn til Marahoué-regionen og nationalparken Marahoué.